# Tyvepak (film fra 1921)
 Ikke at forveksle med filmen Tyvepak fra 1915 af samme instruktør
Tyvepak (svensk: Landsvägsriddare) er en svensk-produceret, dansk komediefilm fra 1921. Filmen er instrueret af Lau Lauritzen Sr. og har Carl Schenstrøm og Aage Bendixen i hovedrollerne som Fyrtårnet og Bivognen. Filmen regnes af mange som den første Fy og Bi-film, selvom det er Aage Bendixen og ikke Harald Madsen, som spiller rollen som Bivognen.

## Medvirkende
- Carl Schenstrøm som Fyrtaarnet
- Aage Bendixen som Bivognen
- Axel Hultman som Grosserer Blomgren
- Olga Svendsen som frøken Svensson, Blomgrens husholderske
- Margot Linnet som Inger, Blomgrens datter
- Pip Overbeck som Else, Blomgrens datter
- Osvald Helmuth som Billy
- Harry Komdrup som Willy
- Jørgen Lund